# Antona mutans
Antona mutans là một loài bướm đêm thuộc phân họ Arctiinae, họ Erebidae.